# Comme moi
«Comme moi» (en español: "Como yo") es una canción del cantante de rap Black M con la participación especial de la cantante colombiana Shakira como artista invitada, fue lanzado el 28 de octubre de 2016 como parte del álbum Eternel Insatisfai del rapero francés. La canción también fue incluida más adelante como una pista del álbum de Shakira, El dorado de Shakira.

## Letra
La canción inicia con Shakira cantando unos versos en inglés al ritmo de pop y posteriormente se escucha el Hip Hop en francés de Black M. La letra habla del rompimiento de una relación amorosa dado por el abandono, y a quien le dice 'nadie te va a amar como yo'.

## Videoclip
El video musical fue estrenado en YouTube el 1 de abril de 2017 en la cuenta de VEVO de Black M y ya cuenta con más de 20 millones de visitas, en él se observa a Shakira vestida con un atuendo sintético ceñido al cuerpo y peluca rubia con flequillo bailando con sus sensuales movimientos de cadera y en acercamientos románticos a Black M.

## Nueva Versión:What We Said
What We Said (en español: "Lo que dijimos") es la versión completamente en inglés de Shakira en colaboración con el grupo canadiense Magic! y forma parte de su álbum El Dorado.
El audio de la canción al igual que el resto del álbum fue publicado en YouTube en la cuenta VEVO oficial de Shakira.